# STS-78
La STS-78 è stata la quinta missione spaziale del Laboratorio spaziale su vita e microgravità del Programma Space Shuttle, lanciata in parte come preparazione del progetto della Stazione spaziale internazionale.
La missione utilizzò lo Space Shuttle Columbia,  decollato con successo dalla piattaforma di lancio 39-B del Kennedy Space Center il 20 giugno 1996.

## Equipaggio
- Terence T. Henricks (4) - Comandante
- Kevin R. Kregel (2) - Pilota
- Richard M. Linnehan (1) - Specialista di missione
- Susan J. Helms (3) - Specialista di missione
- Charles E. Brady, Jr. (1) - Specialista di missione
- Jean-Jacques Favier (1) - Specialista del carico
- Robert Brent Thirsk (1) - Specialista del carico - CNES

Equipaggio di riserva
- Pedro Duque (3) - Specialista del carico - Agenzia Spaziale Europea
- Luca Urbani (0) - Specialista del carico - Agenzia Spaziale Italiana[1][2]

Tra parentesi il numero di voli spaziali completati da ogni membro dell'equipaggio, inclusa questa missione.

## Parametri della missione
- Massa: 9.649 kg Carico utile
- Perigeo: 246 km
- Apogeo: 261 km
- Inclinazione orbitale: 39.0°
- Periodo: 1 ora, 29 minuti, 35 secondi

## Obiettivi della missione
I principali obiettivi della missione furono:
- la ricerca sugli effetti del volo spaziale di lunga durata sulla fisiologia umana in preparazione dei voli sulla Stazione Spaziale Internazionale;
- l'effettuazione di 22 esperimenti di scienze della vita e microgravità, utilizzando il modulo pressurizzato Life & Microgravity Spacelab (LM2) di Orbiter;
- le prove sull'uso dei getti del sistema di controllo della reazione(RCS) dell'Orbiter per aumentare l'altitudine dei satelliti in orbita.

## Punti salienti della missione
Durante la missione, durata 16 giorni e 21 ore, l'equipaggio della Columbia ha assistito ai preparativi per la Stazione Spaziale Internazionale studiando gli effetti del volo spaziale di lunga durata sul corpo umano in vista delle spedizioni ISS, e ha anche effettuato esperimenti simili a quelli attualmente in corso sulla stazione orbitale.
Dopo il lancio, la Columbia è salita a 278 chilometri di altitudine (173 miglia) con un'inclinazione orbitale di 39° rispetto all'equatore terrestre per consentire ai sette membri dell'equipaggio di mantenere gli stessi ritmi di sonno a cui erano abituati sulla Terra e per ridurre le vibrazioni e le forze direzionali che avrebbero potuto influenzare gli esperimenti di microgravità a bordo.
Una volta in orbita, l'equipaggio è entrato nel modulo pressurizzato Spacelab, lungo 13 metri, per iniziare oltre 40 esperimenti scientifici da effettuare durante la missione. Questi esperimenti non solo hanno utilizzato il laboratorio del modulo, ma anche armadietti nella sezione di mezzogiorno dello Shuttle. Tredici degli esperimenti sono stati dedicati allo studio degli effetti della microgravità sul corpo umano, mentre altri sei hanno studiato il comportamento di fluidi e metalli in un ambiente quasi privo di peso e la produzione di leghe metalliche e cristalli proteici. L'equipaggio ha inoltre condotto il primo studio completo dei modelli di sonno in microgravità, la ricerca sulla perdita ossea e muscolare nello spazio, e le correzioni in volo a problemi hardware sulla Bubble, Drop and Particle Unit (BDPU), progettato per studiare la fisica dei fluidi.
La missione prevedeva anche un test di una procedura che è stata poi utilizzata durante la seconda missione di assistenza del telescopio spaziale Hubble per alzare l'altitudine del telescopio senza danneggiare i pannelli solari del satellite. Durante il test, i getti direzionali della Columbia sono stati usati con il Reaction Control System per aumentare l'altitudine dello Shuttle senza danneggiare nessuno dei carichi utili della missione. Il test ha avuto successo, ed è stato poi impiegato dalla Discovery durante la missione STS-82, ed è stato utilizzato più volte per aumentare l'orbita della ISS durante le visite degli Shuttle.
La missione non ha incontrato problemi significativi in volo, era la 78ª missione Space Shuttle e la 20ª missione per la Columbia.